# Lindapterys
Lindapterys is een geslacht van weekdieren uit de klasse van de Gastropoda (slakken).

## Soorten
- Lindapterys domlamyi Garrigues & Merle, 2014
- Lindapterys murex (Hedley, 1922)
- Lindapterys sanderi Petuch, 1987
- Lindapterys soderiae Callea, Volpi, Martignoni & Borri, 2001
- Lindapterys vokesae Petuch, 1987 †